# Маунт Кармел (Пенсилванија)
Маунт Кармел (енгл. Mount Carmel) град је у америчкој савезној држави Пенсилванија.

## Демографија
По попису из 2010. године број становника је 5.893, што је 497 (-7,8%) становника мање него 2000. године.
| Група             | 2000.         | 2010.         |
| Белци             | 6.271 (98,1%) | 5.681 (96,4%) |
| Афроамериканци    | 4 (0,1%)      | 36 (0,6%)     |
| Азијати           | 18 (0,3%)     | 25 (0,4%)     |
| Хиспаноамериканци | 57 (0,9%)     | 91 (1,5%)     |
| Укупно            | 6.390         | 5.893         |